# Pivdennoukrainsk
Pivdennoukrainsk (en ukrainien : Південноукраїнськ) est une ville de l'oblast de Mykolaïv, en Ukraine. Sa population était estimée à 38 000 habitants en 2024.

## Géographie

### Situation
Pivdennoukrainsk est située à 112 km au nord-ouest de Mykolaïv.

## Histoire

### Origine
Pivdennoukrainsk est fondée le 26 avril 1976 sous le nom de Kostiantynivka pour les travailleurs employés à la construction de la Centrale nucléaire d'Ukraine du Sud, mise en service en 1983, puis pour son personnel. Pivdennoukrainsk a le statut de ville depuis 1987.

### XXIesiècle
Les armoiries et le gonfalon de Pivdennoukrainsk furent adoptés en 2000. Le cheval qui surgit des flots personnifie l'ancienne rivière Pivdennyi Buh, appelée Gimanis par Hérodote en grec ancien, ce qui peut être traduit par « cheval blanc ».
Le symbole de l'énergie atomique, qui est la référence à la centrale nucléaire, est disposé de manière à suggérer l'association du fleuve et de l'utilisation pacifique de l'atome. Le vert symbolise la beauté de la nature ainsi que la propreté de la ville moderne.
Le 9 octobre 2024, la Verkhovna Rada à voté pour renommer Yuzhnoukrainsk en Pivdennoukrainsk dans un contexte de décolonisation et dérussification de l'Ukraine.

## Population
Recensements (*) ou estimations de la population :
| 1989*  | 2001*  | 2010   | 2011   |
| ------ | ------ | ------ | ------ |
| 36 684 | 38 206 | 40 027 | 40 206 |

| 2012   | 2013   | 2022   | - |
| ------ | ------ | ------ | - |
| 40 530 | 40 555 | 38 560 | - |

## Économie
La principale entreprise de la ville est la Centrale nucléaire d'Ukraine du Sud, qui emploie 2 600 salariés. Près de Pivdennoukrainsk se trouve également la centrale de pompage-turbinage de Tachlyts, d'une puissance de 905 MW.